# RJ-9
RJ-9 (4P4C) (ang. Registered Jack – type 9) – typ wtyku (mikrowtyku) modularnego czterostykowego stosowanego głównie w telefonii. Najczęściej stosowany w kablach łączących słuchawkę (mikrotelefon) z aparatem telefonicznym. Wtyk jest węższy od wtyku RJ11 (6P2C).